# Громачевский, Всеволод Никитич
Всеволод Никитович Громаче́вский  (1881—1967) — селекционер зерновых колосовых культур.

## Биография
Родился 13 марта 1881 года в семье сельского священника. Из пятерых детей (Борис, София, Надежда, Всеволод, Николай) он был четвёртым по старшинству. По желанию родителей учился в Киевской духовной семинарии.
Ушел из 4 класса семинарии и поступил в 1913 году в Киевский политехнический институт на сельскохозяйственное отделение, которое окончил после Первой Мировой войны в 1921 году.
Во время войны принимал активное участие в кампании по оказанию помощи нуждам армии, в частности в 1915 году был привлечен к операциям по заготовкам продовольствия и фуража в Екатеринославской и Таврической губерниях для нужд армий.
В 1920—1922 годах одновременно с обучением в институте закончил двухгодичные курсы по селекции в Киеве и был направлен на работу на Верхнячскую селекционную станцию в качестве младшего научного сотрудника по селекции зерновых культур.
В 1925—1932 годах работал заведующим отделом селекции зерновых колосовых культур на Ганджинской (Кировобад) селекционной станции в АзССР.
В 1933—1952 годах он занимал должность заместителя директора и одновременно заведующего отделом селекции Азербайджанской государственной селекционной станции, а с 1952 года и до конца жизни работал в Краснодарском НИИСХ старшим научным сотрудником отдела селекции колосовых и зерновых культур.

## Деятельность
Ежегодно проводил исследования по влиянию сроков посева и норм высева наиболее перспективных и районированных сортов пшеницы, овса, озимого и ярового ячменя. Эти опыты давали возможность иметь дополнительные данные по оценке зимостойкости изучаемых сортов.
В селекционной работе он использовал лабораторные методы промораживания в холодильниках растений в виде пучков с корнями, высева семян в зиму на стеллажах под открытым небом и переделки яровых форм ячменя в озимые.
Для более полной и быстрой оценки сортовых материалов проводились параллельные посевы в Краснодаре (южная зона), на Ленинградском опытном поле института (северная зона), а также в северо-западном районе на Приморско-Ахтарском опытном поле.
Был горячим приверженцем и последователем идей Н. И. Вавилова. Будучи сослуживцем и приятелем Т. Д. Лысенко, считал надуманностью и шарлатанством все околонаучные причуды новой агробиологии Лысенко.

## Достижения
В результате многолетней селекционной деятельности Громачевским В. Н. были выведены сорта озимой пшеницы «Лютенценс 9», «Лютенценс 17», «Эритроспермум 15» и овса «Советский», которые широко распространены на Украине и в южных районах страны; селекционные сорта Аранданы, Хоранка, Шарк, Аразбугдасы, Ферругинеум 9704/г. Такие сорта ячменя как Ширванданы, Нахчиванданы и Паллидум 330/г, овса — Бизактина 602, Бизактина 256 широко распространены в Азербайджане, Грузии и Армении. Они на 25-30 % превышают по урожайности местные стандартные сорта и отличаются устойчивостью к болезням и полеганию.
В 1962, 1963 годах государственное сортоиспытание прошли 5 сортов ячменя: озимые — Краснодарский 121, Краснодарский 129, Краснодарский 1, Краснодарский 27, яровой Краснодарский 35 и один сорт овса — Краснодарский 73. Все они превысили по урожайности районированные сорта озимого ячменя на 5, ярового ячменя на 2 и овса на 4 центнера с гектара.
Доктор сельскохозяйственных наук (1964; без защиты диссертации).
К достижениям Громачевского В. Н. относится выведенная им перспективная линия озимого ячменя Паллидум 206/3, отличающаяся кроме повышенной урожайности высокой зимостойкостью.
За время своей селекционной работы Громачевский В. Н. было выведено 11 сортов озимой пшеницы, озимого ячменя и озимого овса, вошедших в производство. В результате работы в КНИИСХ 5 сортов озимого ячменя переданы на государственное сортоиспытание.

## Труды
Громачевский В. Н. является автором более 20 научных трудов по вопросам селекции и семеноводства.
Личный архив хранится в Государственном архиве Краснодарского края (ф. Р-1588, 8 д., 1923—1956).

## Награды и премии
- Малая золотая медаль ВДНХ (1940)
- орден Трудового Красного Знамени (1949)
- орден «Знак Почёта» (1943)
- медали
- Сталинская премия третьей степени (1948) — за выведение новых сортов озимой пшеницы: «Хоранка», «Аранданы», «Шарк», превышающих по урожайности местные стандартные сорта на 25 — 30 %